# Agglomération de Perpignan

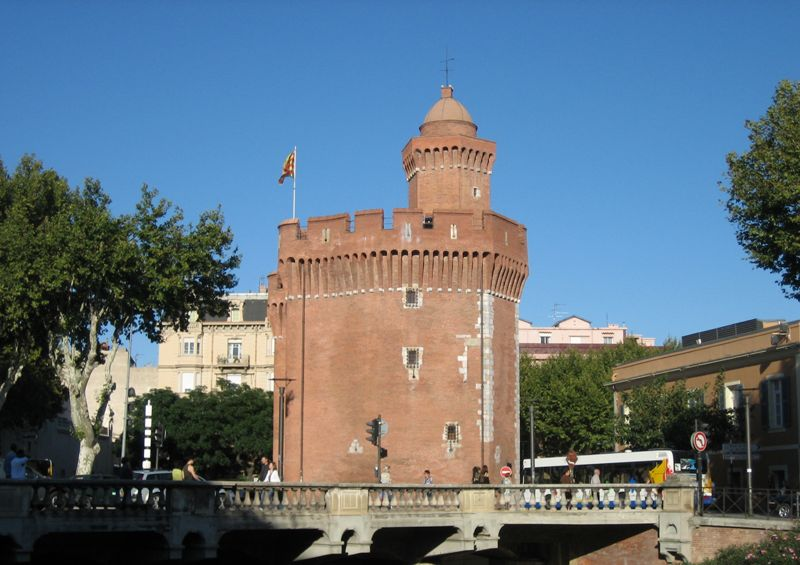
Le Castillet de Perpignan

L'agglomération de Perpignan  comprend la ville de Perpignan ainsi qu'un grand nombre de communes environnantes.
Elle compte plus de 272 855 habitants tandis que l'aire urbaine en concentre environ 300 000.
L'agglomération et l'aire urbaine de Perpignan occupent le 2e rang dans la région Languedoc-Roussillon, après Montpellier mais devant Nîmes.

## Liste des communes
- Alénya
- Baho
- Baixas
- Bompas
- Cabestany
- Calce
- Cases-de-Pène
- Canet-en-Roussillon
- Canohès
- Cassagnes
- Claira
- Corneilla-del-Vercol
- Corneilla-la-Rivière
- Espira-de-l'Agly
- Estagel
- Le Barcarès
- Le Soler
- Llupia
- Opoul-Périllos
- Perpignan
- Peyrestortes
- Pézilla-la-Rivière
- Pia
- Pollestres
- Ponteilla
- Rivesaltes
- Sainte-Marie-la-Mer
- Saint-Cyprien
- Saint-Estève
- Saint-Féliu-d'Avall
- Saint-Hippolyte
- Saint-Laurent-de-la-Salanque
- Saint-Nazaire (Pyrénées-Orientales)
- Saleilles
- Salses-le-Château
- Théza
- Thuir
- Torreilles
- Toulouges
- Villelongue-de-la-Salanque
- Villeneuve-de-la-Raho
- Villeneuve-la-Rivière
- Vingrau